# غاري براون (قاضي)
غاري ريتشارد براون (بالإنجليزية: Gary Richard Brown) (من مواليد 1963) هو قاضٍ فيدرالي أمريكي يشغل منصب قاضي المحكمة الجزئية للولايات المتحدة في المنطقة الشرقية من نيويورك. وقد شغل سابقًا منصب قاضٍ ابتدائي فيدرالي (magistrate judge) في المحكمة نفسها.

## التعليم والحياة المبكرة
ولد براون في مدينة بروكلين بولاية نيويورك عام 1963. حصل على درجة البكالوريوس من جامعة كولغيت في عام 1985، ثم نال درجة الدكتوراه في القانون (Juris Doctor) من كلية الحقوق بجامعة فيرجينيا في عام 1988.

## المسيرة المهنية
بدأ براون مسيرته القانونية كمساعد قانوني للقاضي جيكوب ميسيغمان في محكمة الاستئناف للدائرة الثانية. بعد ذلك، عمل كمساعد للمدعي العام للولايات المتحدة في المنطقة الشرقية من نيويورك، حيث عالج قضايا جنائية ومدنية على حد سواء.
كما عمل في مختبر بروكهافن الوطني مستشارًا قانونيًا، وكان أستاذًا مساعدًا في كلية الحقوق بجامعة هوفسترا، حيث درّس مواد في قانون الإجراءات المدنية والقانون الإلكتروني.

## الخدمة العسكرية
خدم براون في سلاح الجو الأمريكي وحصل على رتبة ملازم أول.

## العمل القضائي

### قاضٍ ابتدائي (Magistrate Judge)
في عام 2011، تم تعيينه كقاضٍ ابتدائي في محكمة المقاطعة الشرقية من نيويورك، حيث نظر في عدد من القضايا المعقدة المرتبطة بالجرائم الإلكترونية، والخصوصية الرقمية، وحقوق النشر.

### الترشيح والتثبيت كقاضٍ فدرالي
في 23 مايو 2018، رشحه الرئيس دونالد ترامب ليكون قاضيًا في محكمة المقاطعة الشرقية من نيويورك خلفًا للقاضية ساندرا جاي فيورشتاين التي أخذت التقاعد القضائي الجزئي. تم تقديم ترشيحه رسميًا إلى مجلس الشيوخ في 13 نوفمبر 2018، ولكن انتهت صلاحية الترشيح في 3 يناير 2019 مع نهاية الدورة 115 للكونغرس.
أُعيد ترشيحه مرة أخرى في 30 أبريل 2019، وتم تأكيد تعيينه من قبل مجلس الشيوخ في 30 مايو 2019 بأغلبية 95 صوتًا مقابل لا شيء. تولّى منصبه رسميًا في 31 مايو 2019.